# Tonsina Lake
Der Tonsina Lake ist ein See im Süden des US-Bundesstaates Alaska.

## Lage
Der 14,2 km² große Tonsina Lake befindet sich 55 km nordöstlich von Valdez sowie 23 km südwestlich von Tonsina. Er ist ein See glazialen Ursprungs an der Nordflanke der Chugach Mountains. Der See besitzt eine Längsausdehnung in Süd-Nord-Richtung von 11,3 km sowie eine maximale Breite von 1,9 km. Der vom Tonsina-Gletscher gespeiste Tonsina River durchfließt den See in nördlicher Richtung.